# Aardbeving Turkije-Syrië 2023
Op 6 februari 2023 vond in de nacht (4:17 uur plaatselijke tijd) een zware aardbeving plaats in delen van Zuid-Turkije en Noord-Syrië. De beving had een kracht van Mw 7,8-8,0 en een intensiteit van X-XI op de schaal van Mercalli. Een van de naschokken had een kracht van Mw 7,7.
Volgens het United States Geological Survey werden behalve Turkije en Syrië ook onder meer de landen Cyprus, Libanon, Jordanië, Armenië, Georgië en Irak getroffen door de aardbeving en de naschokken ervan. In Nederland werd de aardbeving ook gemeten in de Heimansgroeve in Zuid-Limburg. WHO-regionaal directeur voor Europa Hans Kluge noemde de aardbeving de ergste natuurramp in de Europese regio in een eeuw.
Op 20 februari 2023 vond er opnieuw een zware aardbeving plaats in dezelfde regio’s. Deze had een kracht van Mw 6,4 en werd gevolgd door een naschok van Mw 5,8. Op 25 februari volgde nog een aardbeving, met een kracht van Mw 5,2.

## Aardbevingen
De aardbeving vond plaats om 4:17 uur lokale tijd (1:17 UTC), volgens de seismologische database Global Centroid Moment Tensor (GCMT) met een kracht van Mw 7,8. GEOSCOPE mat een kracht van Mw 8,0. De schok had volgens de Amerikaanse geologische dienst USGS een intensiteit van X (vernietigend) op de schaal van Mercalli. Volgens een voorlopig rapport van de Turkse rampenbestrijdingsdienst AFAD had de schok een intensiteit van XI (catastrofaal). Het epicentrum bevond zich 34 km ten westen van de stad Gaziantep, dicht bij de grens met Syrië. Het hypocentrum bevond zich op een diepte van 17,9 km.
De hoofdschok werd op 3 februari om 14:05 uur lokale tijd (11:05 UTC) voorafgegaan door een voorschok met een kracht van M 4,2. Op de hoofdschok volgden meer dan 300 naschokken. Een daarvan had een kracht van Mw 7,7. Hij vond plaats op 6 februari om 13:24 plaatselijke tijd (10:24 UTC). Het epicentrum bevond zich 11 km ten zuid-zuidoosten van Elbistan. Hij is ook gerapporteerd als een dubbele aardbeving ("doublet") samen met de hoofdschok en als een tweede, op zichzelf staande aardbeving vermoedelijk veroorzaakt door de eerdere schok. Ian Main, professor Seismology and Rock Physics aan de Universiteit van Edinburgh, noemde de indeling een kwestie van semantiek of classificatie.

## Schade en slachtoffers
Volgens AFAD werden er meer dan 11.000 gebouwen verwoest. Een groot gedeelte daarvan, zo'n 1.200, stond in de stad Antakya in de provincie Hatay. 18 dagen na de beving waren er meer dan 50.000 overleden personen gemeld, waarvan ongeveer 6000 in Syrië en ongeveer 44.000 in Turkije, daarmee is het de dodelijkste ramp in de geschiedenis van Turkije.
Volgens de Wereldgezondheidsorganisatie (WHO) zijn zo'n 23 miljoen mensen in Syrië en Turkije getroffen door de aardbevingen en naschokken. De WHO sprak een dag na de beving de verwachting uit dat het aantal doden in de komende weken zou oplopen tot 20.000.
Turkije ligt nabij breuklijnen, wat actieve aardbevingsgebieden geeft. Met name de Turkse stad Gaziantep werd zwaar getroffen. Het epicentrum van de aanvankelijke beving met een kracht van 7,8 op de schaal van Richter lag in het district Şehitkamil. Negen uur later volgde een nieuwe aardbeving in de Oost-Anatolische breukzone met een kracht van 7,5 op de schaal van Richter. Deze beving lag wat noordelijker, in de provincie Kahramanmaraş.
Op 7 februari werd bekendgemaakt dat er zeven Nederlanders vermist werden in Turkije. Diverse media maakten twee dagen later bekend dat drie vermiste Nederlanders waren omgekomen. Op 9 februari maakte het Ministerie van Buitenlandse Zaken bekend dat 2 Nederlanders zijn gered en dat er nog 5 mensen die waren opgegeven als vermist nog niet terecht zijn. Over eerdere berichtgevingen in de media over drie overleden Nederlanders kon het Ministerie niks melden, omdat ze niet als vermist waren opgegeven.
Op 9 februari werd bekend dat er in het rampgebied 28 Belgen waren met wie het Belgische Ministerie van Buitenlandse Zaken geen contact kon maken. Dit werd bevestigd door minister van Buitenlandse Zaken Hadja Lahbib. Op 12 februari waren dat nog vijftien Belgen.
Ook de 31-jarige Ghanese voetbalinternational Christian Atsu kwam bij de aardbeving on het leven. Zijn lichaam werd 10 dagen na de aardbeving gevonden in een volledig ingestort gebouw in Antakya.
Op 17 februari, 11 dagen na de aardbeving, meldde persbureau Anadolu dat het officiële dodental nu was opgelopen tot boven de 45.000 en naar verwachting nog verder zou stijgen. Zeer incidenteel werden er nog steeds mensen levend onder het puin gevonden.

## Hulpverlening
Het Rode Kruis zette in de ochtend na de eerste aardbeving een crisiscentrum op in de Turkse hoofdstad Ankara. De hulpverlening in Syrië komt moeilijk tot stand doordat een stuk van het gebied in handen is van de regering en het andere gebied in handen van de oppositie, tegelijkertijd wordt het bereiken van de getroffen gebieden en het bieden van hulp door de hulpverleners bemoeilijkt door de slechte weersomstandigheden. Ook wordt internationale hulpverlening bemoeilijkt omdat er vanwege de Syrische burgeroorlog nog steeds allerlei internationale sancties gelden. Op 7 februari riep president Erdoğan de noodtoestand uit voor drie maanden voor de 10 zwaar getroffen provincies. Erdoğan wilde hotels in Antalya openstellen voor de opvang van slachtoffers van de ramp. Ook bleven alle scholen en onderwijsgerelateerde instellingen minimaal een week dicht, zodat ze konden dienen als opvanglocaties voor slachtoffers.
Waar veel landen hulp aanbieden aan Turkije, werd in Syrië nauwelijks tot geen hulp aangeboden, wel waren er circa 300 Russische militairen gestationeerd in het land die reddingswerkzaamheden uitvoerden.
In totaal zegden 95 landen toe om hulp te verlenen. Ondanks de huidige oorlogssituatie tussen Syrië en Israël, ging de regering van Israël hulp sturen aan Syrië. De Griekse premier Kyriakos Mitsotakis beloofde telefonisch aan president Erdoğan hulp te sturen nadat die eerder op de dag al alle hulp had aangeboden die Turkije nodig zou hebben, dat werd omschreven als een zeldzaam teken van goede wil omdat beide landen al jaren op gespannen voet leven.
Israël heeft meer dan 430 zoek- en reddingswerkers, rampenbestrijders en humanitaire hulpverleners ingezet en meer dan 15 vrachtvliegtuigen met honderden tonnen humanitaire hulp gestuurd en een veldhospitaal opgezet, vanaf 8 februari, voornamelijk naar de gebieden Adana en Gaziantep in Turkije. Van hen waren 230 IDF-medici die een Israëlisch veldhospitaal in Gaziantep beheerden, en 167 waren van een elite zoek- en reddingseenheid van officieren van de Israel Defense Force van het Home Front Command. Op 8 februari werden beelden vrijgegeven van Israëlische reddingswerkers die meerdere mensen uit het puin haalden, waaronder een moeder en haar jonge zoon.
De IDF stuurde op 6 februari een delegatie van 17 artsen, medici, reddingswerkers en psychotraumaspecialisten, gevolgd door een delegatie van 150 leden op 7 februari. United Hatzalah stuurde een delegatie van 25 mensen, waaronder artsen, EHBO'ers en leden van de Psychotrauma and Crisis Response Unit, en 10 zoek- en reddingsexperts. De organisatie stuurde op 7 februari ook 10 ton aan medische apparatuur en humanitaire hulp. Het team hielp bij het bevrijden van 15 mensen uit het puin. IsraAid stuurde waterzuiveringssystemen om Turken te helpen die schoon water nodig hadden in de nasleep.
Volgens een woordvoerder van de Israëlische ambassade in Washington stuurde de Israëlische regering op 7 februari meer dan 30 ton aan humanitaire uitrusting om reddingsmissies in Turkije uit te voeren en was van plan een tweede vlucht met humanitaire hulp en medicijnen te sturen.
De Europese Commissie maakte 6,5 miljoen euro vrij voor humanitaire noodbijstand.
Op 10 februari werd bekendgemaakt dat de Turkse rampenbestrijdingsdienst een database had gecreëerd met daarin de namen van geïdentificeerde overledenen. Hierin waren niet alle vermisten opgenomen, omdat velen van hen nog niet waren gevonden.
De eerste 11 dagen na de aardbeving op 6 februari waren er ongeveer 250.000 reddingswerkers actief in het rampgebied. Op 11 februari werden er nog 4 mensen levend onder het puin vandaan gehaald.
Op 19 februari werd er in Turkije alleen in de provincies Kahramanmaras en Hatay nog naar mensen gezocht. In de overige negen provincies waren de reddingswerkzaamheden gestaakt.

### Nederlandse hulpverlening
Nederland stuurde reddingswerkers van het USAR-team naar Turkije. Op 9 februari waren er elf mensen door de Nederlandse teams gered. Het Rode Kruis heeft Giro 7244 geopend om geld in te zamelen voor de slachtoffers. Op Giro 7244 van het Nederlandse Rode Kruis werd in 24 uur een bedrag van twee miljoen euro opgehaald. De Samenwerkende Hulporganisaties openden op 7 februari Giro 555. Dit gebeurde voor het laatst eind februari 2022, vanwege de Rusissche invasie in Oekraïne.
De gemeentes Amsterdam en Rotterdam doneren € 1 per inwoner, wat samen neerkomt op circa 1,5 miljoen euro. Ook de gemeente Enschede en Dronten doneren één euro per inwoner wat neerkomt op ongeveer 215.000 euro en Deventer doneert 100.000 euro aan Giro 555.
Het Nederlandse kabinet stelde 10 miljoen euro beschikbaar voor hulp aan de slachtoffers van de aardbeving in Syrië.
Op 15 februari werd een landelijke actiedag georganiseerd door onder andere de Samenwerkende Hulporganisaties, de Publieke omroep en de Commerciële omroepen. De actie begon om 5:55 uur in het Nederlands Instituut voor Beeld en Geluid. Liesje Schreinemacher, de Minister voor Buitenlandse Handel en Ontwikkelingssamenwerking, maakte bekend dat het kabinet nog eens 10 miljoen euro doneerde aan Giro555 boven op de eerdere 10 miljoen euro die het toezegde aan Syrië. Rond 13:30 uur was de tussenstand van de actie bijna 42 miljoen euro. De burgemeester van Arnhem, Ahmed Marcouch maakte namens de Vereniging van Nederlandse Gemeenten bekend dat zij gezamenlijk een bedrag van 8.622.832 euro doneren aan Giro555.

### Belgische hulpverlening
België stuurt het B-FAST-team om medische hulp te verlenen. Het eerste deel van het team vertrok op 7 februari en zou in Turkije een veldhospitaal oprichten. Het B-FAST team zou ter plaatste medische steun bieden en kan onder meer operaties uitvoeren. Ook zou er een “mother and child” afdeling worden voorzien. Het veldhospitaal moest ervoor zorgen dat lokale ziekenhuizen ontlast werden. Het veldhospitaal zou indien mogelijk geplaatst worden in de havenstad Iskenderun.
De Vlaams minister-president Jan Jambon heeft op 6 februari toegezegd 200.000 euro vrij te maken voor noodhulp aan de slachtoffers. De stad Genk heeft 3.000 euro geschonken aan het Rode Kruis voor noodhulp. Het Rode Kruis Vlaanderen verdubbelde op 8 februari de eerder beloofde 200.000 euro steun voor humanitaire hulp naar 400.000 euro. De minister van Ontwikkelingssamenwerking Caroline Gennez maakte op 8 februari 2023 bekend dat er 5 miljoen euro aan humanitaire steun vrij gemaakt zou worden voor Turkije en Syrië. De Stad Antwerpen doneerde 20.000 euro voor het Rode Kruis.

## Steunbetuigingen

### Turkije
President Erdoğan kondigde op de dag van de aardbeving zeven dagen van nationale rouw af. Op ieder overheidsgebouw hingen de vlaggen halfstok, ook op diplomatieke posten.

### Nederland
In veel gemeentes in Nederland werden de vlaggen van Turkije, Syrië en Nederland halfstok gehangen ter nagedachtenis aan alle slachtoffers. Ook haalden mensen bij lokale acties spullen en geld op voor de mensen die getroffen zijn.
Voorafgaand aan twee wedstrijden uit de Eerste divisie op 6 februari werd één minuut stilte gehouden ter nagedachtenis aan alle slachtoffers. De minuut stilte werd tevens in acht genomen bij de wedstrijden om de KNVB Beker. Van 10 t/m 12 februari werd voorafgaand aan alle wedstrijden in de Eerste divisie, Eredivisie en de Eredivisie vrouwenvoetbal een minuut stilte gehouden voor alle slachtoffers. Ook werden diverse gedragen wedstrijdshirts geveild voor Giro555.

### België
In Mechelen werd op 8 februari een wake georganiseerd voor de slachtoffers van de aardbevingen. Zo'n 100 mensen kwamen bijeen op de Grote Markt om kaarsen te branden en een minuut stilte te houden. In diverse steden werden bij overheidsgebouwen de vlag halfstok gehangen. Ook werden er acties georganiseerd om geld in te zamelen. Op 8 februari opende de stad Gent een online rouwregister waar steunbetuigingen achtergelaten kunnen worden.

### Albanië en Noord-Macedonië
Op 13 februari kondigden ook Albanië en Noord-Macedonië een nationale dag van rouw af naar aanleiding van de aardbeving.

## Politiek

### Turkije
Het socialemediaplatform Twitter was 8 februari in grote delen van Turkije geblokkeerd. Hoewel officiële mededelingen uitbleven, beschuldigde oppositieleider Kemal Kılıçdaroğlu de overheid en de president ervan dit gedaan te hebben. Mensen gebruikten na de eerste aarbeving veelal Twitter voor de coördinatie van reddingswerkzaamheden en om elkaar terug te kunnen vinden. De Turkse politie meldde dat er zeker 18 mensen waren aangehouden vanwege “provocerende” berichten over de aardbeving. Een dag later was het platform weer online.

### Syrië
De Verenigde Naties deden op 8 februari een oproep aan de Syrische regering om "de politiek opzij te zetten" en hulptroepen toegang te verschaffen tot de getroffen gebieden in het noorden van het land die worden bezet door rebellen. VN-coördinator in Syrië El-Mostafa Benlamlih gaf aan dat er geen tijd was om te onderhandelen.
Op 10 februari waarschuwde de hulporganisatie Witte Helmen voor afnemende voedselvoorraden en een mogelijke humanitaire ramp in Syrië.

## Afbeeldingen

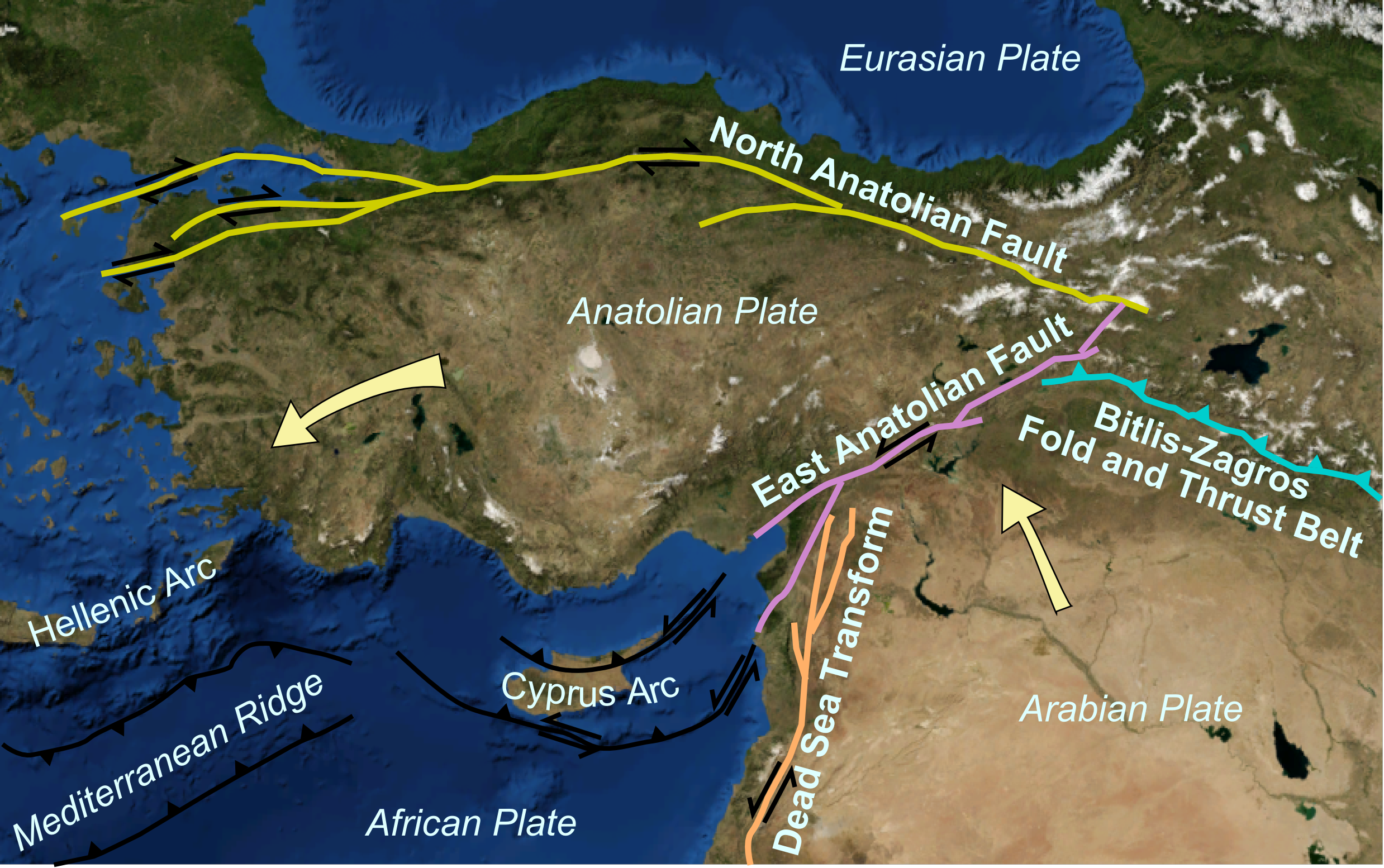
Breuklijnen rondom de Anatolische Plaat
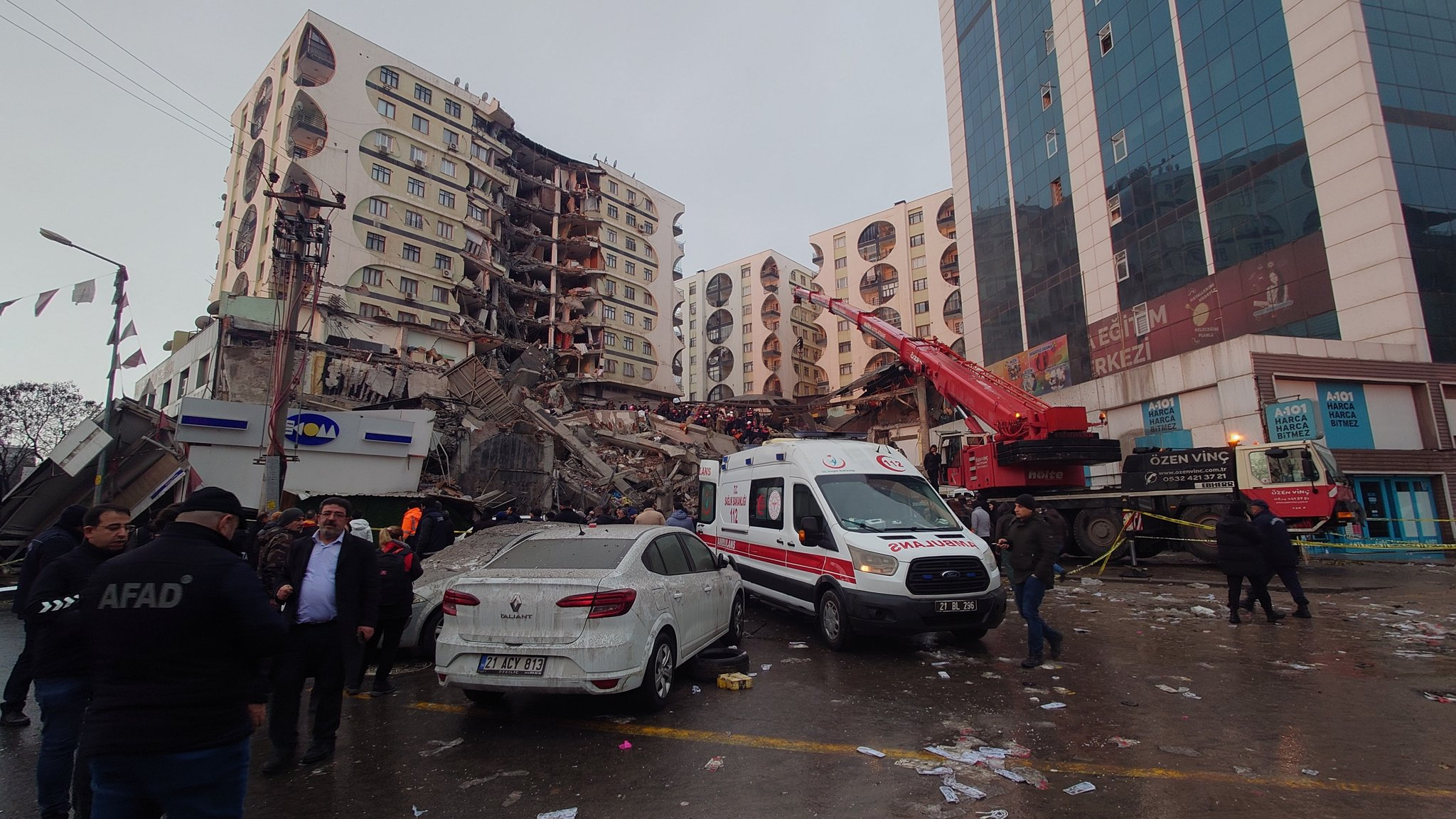
Schade na de aardbeving
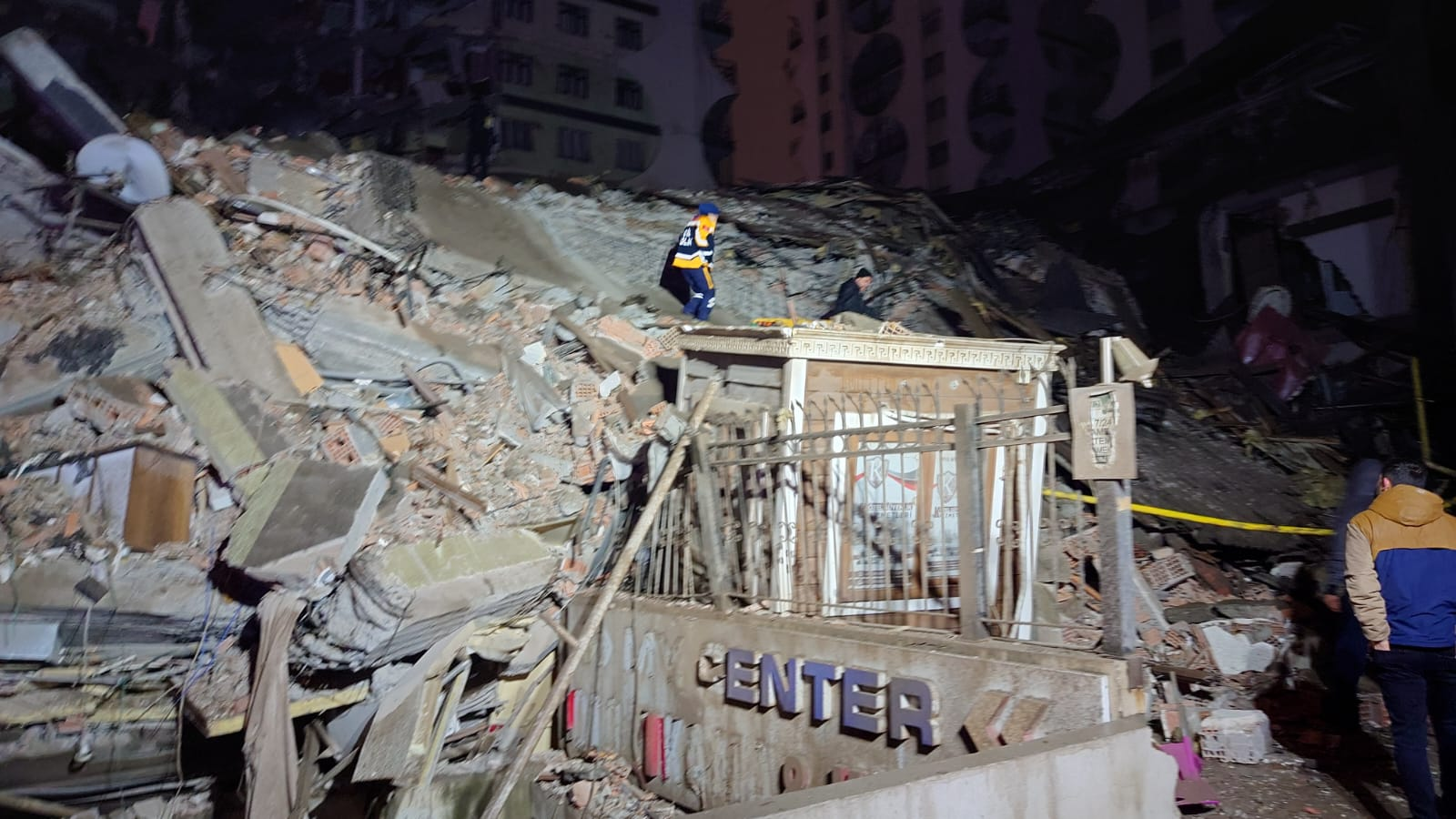
Een verwoest zakencentrum
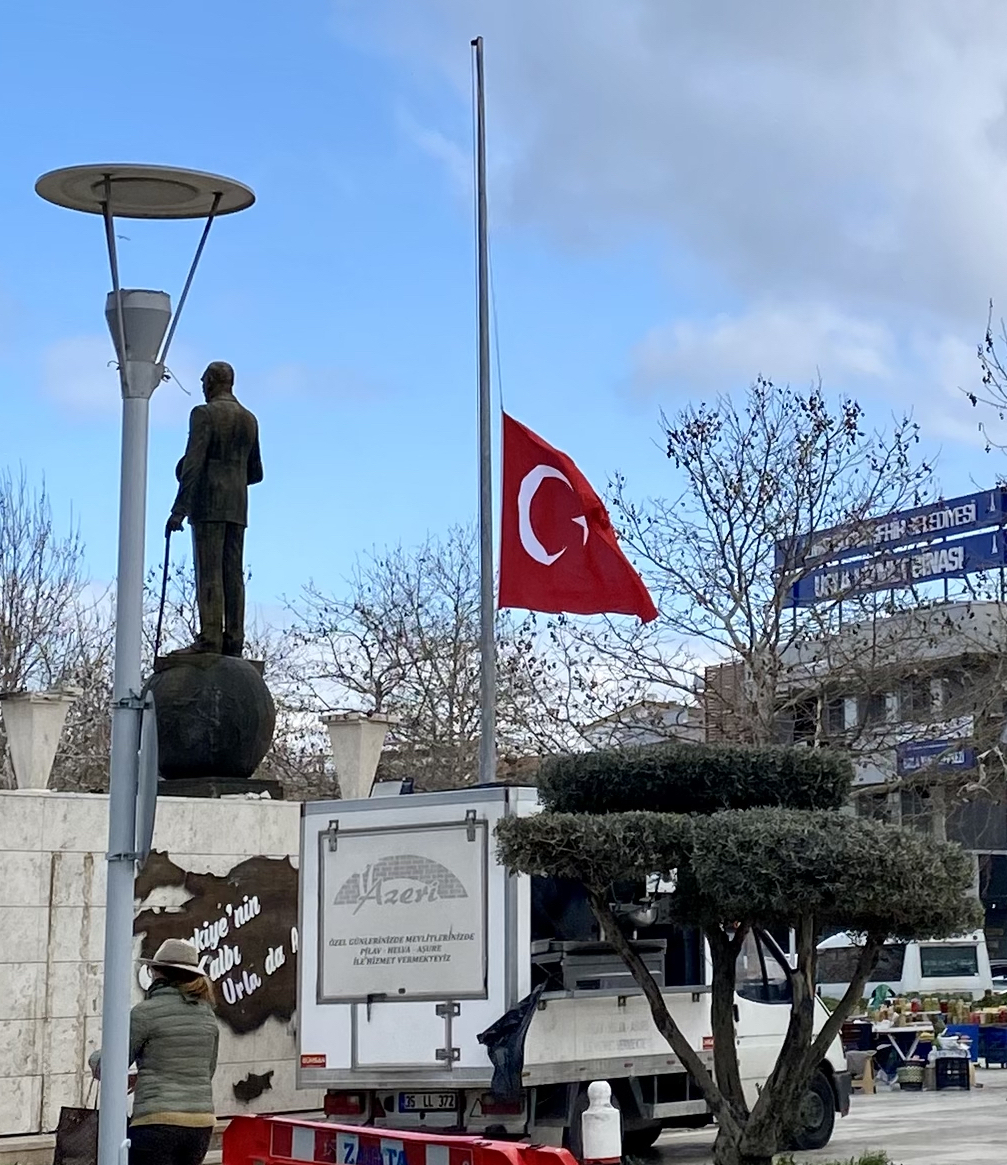
Turkse vlag halfstok
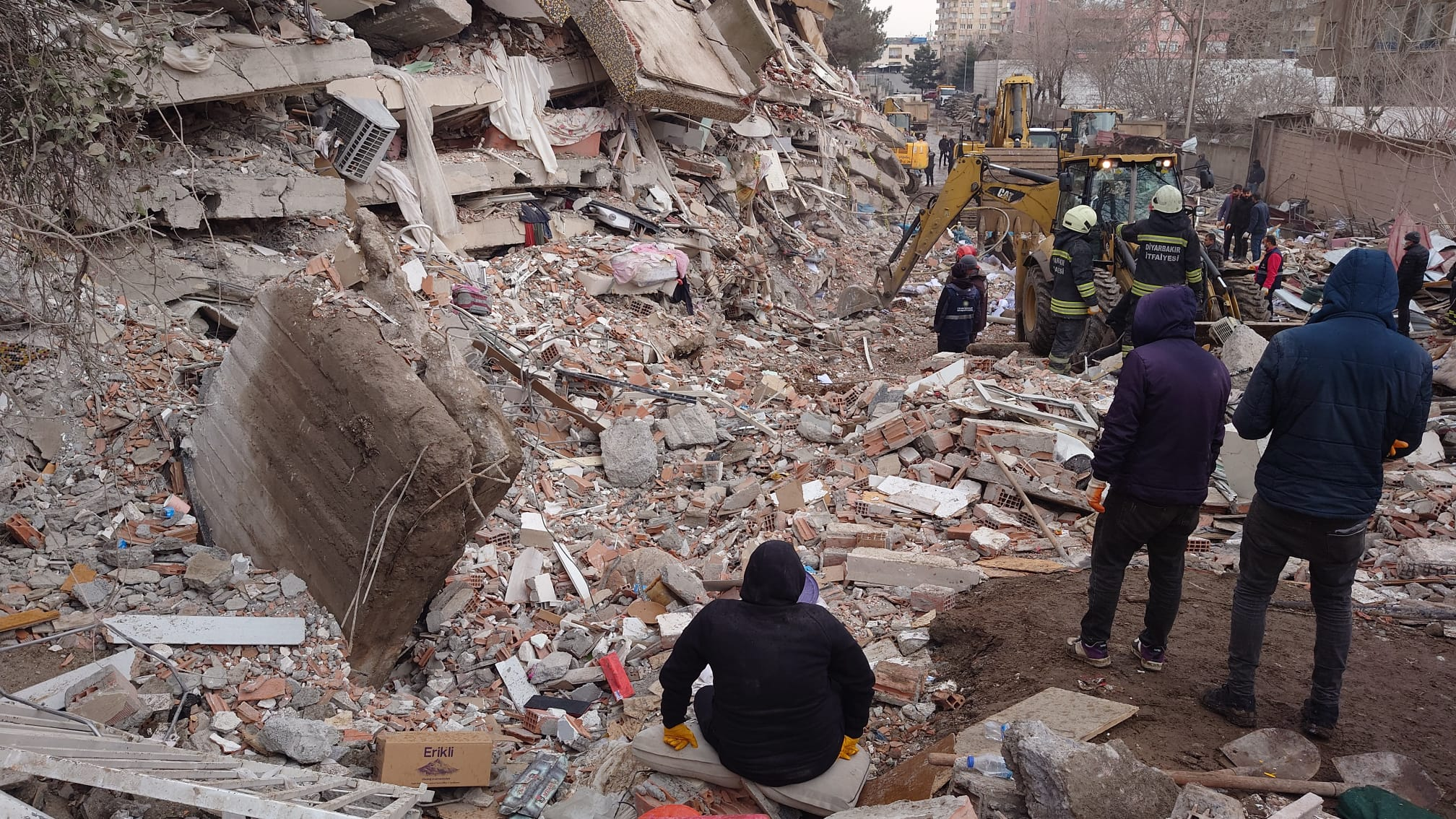
Een ingestort gebouw